# Integro - Západ Českého středohoří - Poohří
Integro - Západ Českého středohoří - Poohří je dobrovolný svazek obcí v okresu Litoměřice, okresu Louny a okresu Teplice, jeho sídlem jsou Třebívlice a jeho cílem je podpora regionálního rozvoje. Sdružuje celkem 34 obcí a byl založen v roce 1998.

## Obce sdružené v mikroregionu
- Černiv
- Čížkovice
- Děčany
- Dlažkovice
- Dobroměřice
- Evaň
- Hrobčice
- Chodovlice
- Chotěšov
- Chotiměř
- Chraberce
- Jenčice
- Keblice
- Klapý
- Křesín
- Libčeves
- Libochovice
- Lkáň
- Lukov
- Měrunice
- Podsedice
- Radovesice
- Raná
- Siřejovice
- Slatina
- Třebenice
- Třebívlice
- Úpohlavy
- Velemín
- Vchynice
- Vlastislav
- Vrbičany
- Želkovice
- Žim